# Embühren
Embühren ist eine Gemeinde im Naturpark Aukrug im Kreis Rendsburg-Eckernförde in Schleswig-Holstein. Jungen Eichen, Stabrook und Wiesenhof liegen im Gemeindegebiet.

## Geographie
Die Gemeinde ist umgeben von Breiholz aus dem Amt Hohner Harde, Haale, Hamweddel und Brinjahe aus dem Amt Jevenstedt sowie Nienborstel aus dem Amt Mittelholstein.

## Geschichte
Der Ort wurde kurz vor 1500 gegründet und hieß ursprünglich je nach Quelle Immigburen, Imingburen oder Imburen.

## Politik

### Gemeindevertretung
Bei der Kommunalwahl am 14. Mai 2023 wurden insgesamt sieben Sitze vergeben. Diese fielen erneut alle an die Kommunale Wählergemeinschaft Embühren. Die Wahlbeteiligung betrug 63,2 %.

## Wirtschaft
Das Gemeindegebiet ist überwiegend landwirtschaftlich geprägt.

## Persönlichkeiten
Detlef Struve (1903–1987), CDU-Politiker und Mitbegründer des schleswig-holsteinischen Bauernverbands, hat in Embühren gewohnt, wo er 1987 gestorben ist.